# Ves Touškov
Ves Touškov település Csehországban, a Dél-plzeňi járásban. Ves Touškov Hradec, Lisov, Honezovice, Kotovice, Stod és Lochousice településekkel határos. Lakosainak száma 340 fő (2024. január 1.).

## Népesség
A település lakosságának változását az alábbi diagram mutatja:
| Lakosok száma | 575  | 660  | 755  | 481  | 325  | 330  | 363  | 362  | 335  | 340  |
|               | 1869 | 1890 | 1921 | 1950 | 1980 | 2001 | 2017 | 2019 | 2022 | 2024 |